# 李衡哲
李 衡哲（李 亨哲、リ・ヒョンチョル、朝鮮語: 리형철、1948年2月25日 - ）は、朝鮮民主主義人民共和国の外交官、政治家。国連大使、外交部副部長、同米州局長などを歴任した。

## 経歴
1948年に平安北道で生まれた。国際関係大学卒業。1977年に国際問題研究所研究員に就任し、1978年に朝鮮労働党統一戦線部責任指導員に転じた。1981年に朝鮮社会科学院対外部門指導員を経て、1988年に軍縮平和研究所研究員となった。1991年6月に軍縮平和研究所副所長に進み、1993年に外交部副部長に就任した。1994年に外交部米州局長に就任し、1996年9月に発生した江陵浸透事件の協議の為、同年12月にアメリカを訪問し、同国国務省韓国課長と実務協議を実施。最終的に北朝鮮が謝罪することで合意し、「深い遺憾」の意を表明した。1997年6月にはニューメキシコ州にあるサンディア国立研究所を訪問した。同年6月、8月にロバート・アインホーン国務次官補とミサイル問題などについて討議した。同年11月に国連大使に任命され、核・ミサイル問題などについてアメリカ当局者と討議した。2001年11月に解任された。2002年に朝鮮労働党国際部課長に就任し、2004年6月に6.15南北共同宣言4周年を記念して、ソウルを訪問した。